# Phyllogomphus pseudoccidentalis
Phyllogomphus pseudoccidentalis là loài chuồn chuồn trong họ Gomphidae. Loài này được Lindley mô tả khoa học đầu tiên năm 1972.